# Crisis de mayo de 1941
La crisis de mayo de 1941 fue una crisis política de la dictadura de Francisco Franco, durante el primer franquismo, provocada por la reacción del Ejército y de los sectores monárquicos ante la creciente influencia de Ramón Serrano Suñer y del partido único FET y de las JONS, que pretendían acentuar el proceso de fascistización del régimen franquista. La crisis se saldó con la entrada en el Gobierno de varios ministros falangistas, pero Serrano Suñer perdió el control del clave Ministerio de la Gobernación, ocupado por el coronel antifalangista Valentín Galarza, hasta entonces vicesecretario de la Presidencia, cargo que ocupó a partir de entonces el capitán de navío Luis Carrero Blanco —el más fiel colaborador del general Franco hasta su asesinato en 1973—.

## Antecedentes

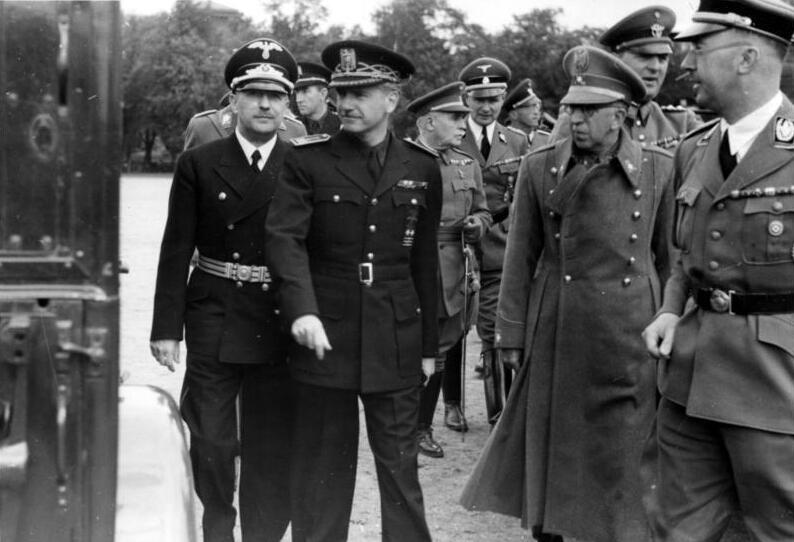
Visita a Berlín del cuñadísimo Ramón Serrano Suñer, acompañado del general Antonio Sagardía, siendo recibido por Himmler (septiembre de 1940).

Al compás de los éxitos militares del Eje, el régimen franquista aceleró su proceso de fascistización, bajo la inspiración y la dirección de Serrano Suñer —que acumuló también el Ministerio de Asuntos Exteriores—: el aparato de propaganda del régimen se puso en manos del «partido único», interviniendo también en la gestión de los medios de la Iglesia, y creando una extensa red de prensa y radio estatal y falangista; se puso en marcha el encuadramiento y la movilización social a través de tres organizaciones sectoriales del partido (el Frente de Juventudes —creado el 16 de agosto de 1939 aunque no comenzó a funcionar hasta el 6 de diciembre de 1940—, el Sindicato Español Universitario (SEU) y la Sección Femenina, cuya finalidad era «formar a la mujer con sentido cristiano y nacionalsindicalista»); se creó un extenso entramado «nacionalsindicalista» , llamado Organización Sindical Española (OSE), en el que estaban obligados a afiliarse todos los «productores» —empresarios y trabajadores— bajo los principios de «verticalidad, unidad, totalidad y jerarquía» y que estaba dominada por la burocracia falangista —en palabras de uno de sus dirigentes, «los sindicatos verticales no son instrumentos de lucha clasista. Ellos, por el contrario, sitúan como la primera de sus aspiraciones, no la supresión de las clases, que siempre han de existir, pero sí su armonización y la cooperación bajo el signo del interés general de la Patria»—.
El 23 de septiembre de 1939 se otorgó el monopolio de la organización de los estudiantes universitarios al Sindicato Español Universitario lo que supuso un duro golpe para los grupos católicos que también aspiraban a participar en el asociacionismo estudiantil. El cardenal primado Isidro Gomá protestó pero la publicación de su pastoral Lecciones de la guerra y deberes de la paz fue prohibida, aunque finalmente el diario Arriba publicó un resumen de la misma. El 13 de diciembre el cardenal se entrevistó con el general Franco, quien no cedió en cuanto a la obligatoriedad de la pertenencia SEU, aunque las asociaciones de estudiantes católicos podrían seguir existiendo y se comprometió a que en todas las organizaciones del Movimiento se impartiría formación religiosa a cargo de sacerdotes nombrados por los obispos —entre otros Justo Pérez de Urbel, José María Llanos o Vicente Enrique y Tarancón—.
El 26 de enero de 1940 el general Franco promulgó la nueva ley sindical propuesta por el jefe de la Organización Sindical Española, Gerardo Salvador Merino. En el preámbulo de la ley se decía: «Tres son los principios que inspiran la organización nacionalsindicalista prevista en el Fuero del Trabajo, reflejo fiel de la organización política del nuevo Estado, a saber: unidad, totalidad y jerarquía». Algunos obispos mostraron su oposición a ley por considerarla contraria a la doctrina católica.

## Desarrollo
A finales de abril de 1941 el general Juan Vigón informó a Franco de que si no se limitaba el poder de Serrano, él y los otros ministros militares dimitirían. Según Paul Preston, esta iniciativa era el primer fruto de la política británica de sobornar a los generales españoles más destacados para que mantuvieran a España neutral en la Segunda Guerra Mundial. La alarma de los que se oponían a Serrano se incrementó cuando en un decreto promulgado el 1 de mayo se excluyó de la censura a la prensa de FET y de las JONS, que se regularía desde su propia Delegación Nacional de Prensa y Propaganda. Al día siguiente Serrano pronunció un discurso en Mota del Cuervo en el que después de atacar violentamente a Gran Bretaña propuso que FET y de las JONS ejerciera todo el poder, proponiendo a continuación a Franco que incrementara el número de ministros falangistas nombrando ministro de Trabajo al camisa vieja José Antonio Girón de Velasco. Franco aceptó, pero empezó a creer en las advertencias de los militares sobre las «ambiciones» de Serrano. Así el 5 de mayo nombró al coronel Valentín Galarza, un militar de su confianza y que no simpatizaba con la Falange, al frente del ministerio de la Gobernación, que desde que Serrano fue nombrado ministro de Asuntos Exteriores en octubre de 1940 estaba vacante pero que el cuñadísimo seguía controlando a través del subsecretario José Lorente Sanz, un hombre de su confianza.
El puesto de subsecretario de la Presidencia que ocupaba Galarza fue ocupado por el capitán de navío Luis Carrero Blanco, hasta entonces jefe de operaciones del Estado Mayor Naval —aunque inicialmente Franco había pensado para el puesto en Lorente Sanz, pero éste no había aceptado—. Una de las primeras decisiones de Galarza fue sustituir al conde de Mayalde —un hombre de confianza de Serrano Suñer—, al frente de la Dirección General de Seguridad. También cesó a muchos gobernadores civiles afines a Serrano, entre ellos el de Madrid, Miguel Primo de Rivera.
Tras el nombramiento de Galarza apareció en las páginas de Arriba un artículo redactado por el falangista Dionisio Ridruejo y enviado por el también falangista Antonio Tovar, que estaba al frente de la Dirección General de Prensa, que llevaba por título El hombre y el pelele en referencia poco velada a Galarza. El 18 de mayo Tovar y Ridruejo fueron destituidos de forma fulminante de sus puestos en el departamento de Prensa y Propaganda del Ministerio. Además Galarza había encargado al periodista Juan Pujol que escribiera un artículo como réplica al de Ridruejo, que fue publicado el 12 de mayo en el diario Madrid y en el que ridiculizó la pretensión de los falangistas de opinar sobre la política exterior, lo que constituía un ataque directo a Serrano Suñer.
La respuesta de Serrano Suñer fue presentar su dimisión. Franco le respondió enviándole una carta en la que le decía que no veía motivos para la misma pues había leído el artículo y no lo consideraba un ataque contra él, pidiéndole a continuación «que antes de tomar una decisión que tanto sirve al propósito de nuestros enemigos, y que en estos momentos de confusión puede causar daño a España, medites la injusticia y sinrazón de tu medida». Según Paul Preston, «la postura conciliadora de Franco derivaba de su temor a que, si cesaba definitivamente a Serrano Suñer, quedaría prisionero de los generales monárquicos», aunque también pudo influir «evitar tensiones familiares» —Serrano Suñer estaba casado con la hermana de la esposa de Franco—. En cuanto a los otros dirigentes falangistas que también habían dimitido en solidaridad con Tovar y Ridruejo, Franco se reunió en privado con ellos y los convenció para siguieran en el gobierno o aceptaran un puesto en el mismo. Así Girón de Velasco continuó al frente del ministerio de Trabajo y Miguel Primo de Rivera y José Luis Arrese, ocuparon la cartera de Agricultura y la secretaría de FET y de las JONS con rango de ministro, respectivamente. Además se creó una Vicesecretaría de Educación Popular dentro del FET y de las JONS que se ocuparía de la Prensa y Propaganda que dejaría de ser una competencia del ministerio de la Gobernación. Serrano finalmente retiró su dimisión.

## Consecuencias

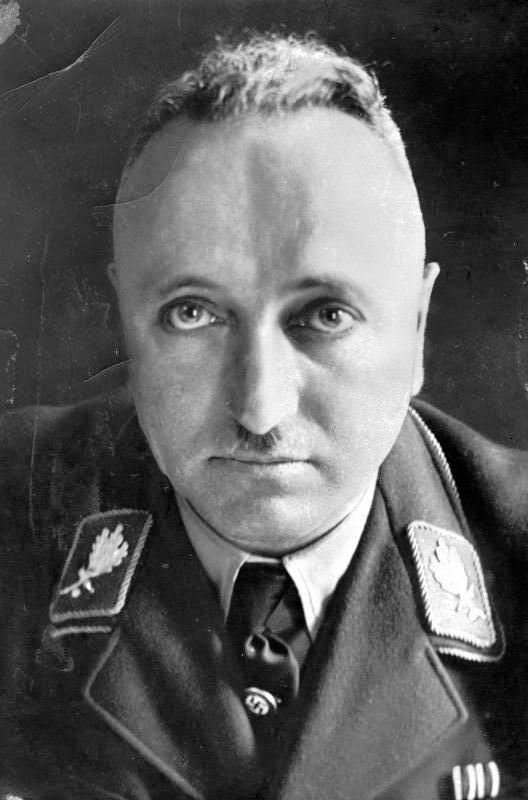
Robert Ley, líder sindical nazi con quien Gerardo Salvador Merino suscribió un acuerdo para enviar 100.000 trabajadores a Alemania, y que fue uno de los motivos de su fulminante destitución al frente de la Organización Sindical Española.

En su momento se creyó que la crisis se había resuelto de forma favorable a Serrano Suñer, pero en realidad constituyó el principio de su caída, que se produciría al año siguiente. Como ha señalado Paul Preston, Franco descubrió que Serrano Suñer era más leal a sus propias ambiciones para la Falange que a él mismo y también «que la Falange se podía comprar a bajo precio». En realidad, la resolución de la crisis supuso dar un «giro franquista» al partido único FET y de las JONS, sin olvidar que hizo entrar en la escena política al antifalangista Luis Carrero Blanco, subsecretario de la Presidencia del Gobierno, un cargo que mantendría hasta su asesinato en diciembre de 1973.
El giro franquista del partido único se confirmó cuando en septiembre de 1941 fue destituido el falangista radical Gerardo Salvador Merino al frente de la Organización Sindical Española, cuyo pasado masónico fue sacado a la luz. Otra de las razones de su destitución había sido el pacto que había suscrito el 21 de agosto con el líder nazi Robert Ley para enviar 100.000 trabajadores a Alemania, y que finalmente fueron reducidos a 15.000. Por su parte, Franco decidió poner en libertad al antiguo líder falangista Manuel Hedilla como una medida que contribuyese a calmar los ánimos de los camisas viejas. Hedilla se encontraba en prisión desde que 1937, al negarse a acatar el decreto de Unificación.
También cuando a finales de año Franco, presionado por los militares y por las «familias» no falangistas del régimen, frenó el proyecto de Ley de Organización del Estado, promovido por Serrano Suñer, que copiaba el sistema político de la Italia fascista. En el preámbulo se decía que «el Estado español es un instrumento totalitario al servicio de la integridad de la Patria» y que «todo su poder y todos sus órganos se deben a este servicio», y en su articulado convertía la Junta Política de FET y de las JONS en el «Supremo Consejo Político».